# تفاغر كتفي
التَفاغُر الكَتفي  (بالإنجليزية:Scapular anastomosis)، هوَ نِظام رَبط شِريان مُعين مَوجود تَحت الترقوة بِما يُقابله من الشَرايين الإبطية، حَيث تُكون تَفاغر الأوعية الدَموية حول لَوح الكَتف.

## التكوين
يتكون التَفاغر الكَتفي بَين ثَلاثة شَرايين، وهيَ:
1. الشِريان فوق الكَتفي (Supra scapular artery)، حيث يَتفرع هذا الشريان من الجِذع الدَرقي الرَقبي [4] المُتفرع من الجزء الأول منَ الشريان تحت الترقوي.
2. الفرع العَميق من الشِريان الرَقبي المُستعرض (Deep branch of the transverse cervical trunk)، حيث يَتفرع أيضاً من الجذع الدَرقي الرَقبي المُتفرع من الجزء الأول منَ الشريان تحت الترقوي.
3. الشِريان تحت الكَتفي (Sub scapular artery)، حيث يَتفرع هذا الشِريان من الجزء الثالث مِنَ الشريان الإبطي.

## الأهمية
يَلعب التَفاغر الكتفي دوراً مهماً في خَلق تواصل غير مُباشر بين الجزء الأول من الشِريان الرَقبي وبين الجُزء الثالث من الشريان الإبطي، لذلك في حالات انسداد أو تَعطل أحد الشرايين بين المنطقتين يَستمر تَدفق الدَم نحو بِقية أجزاء الطَرف العلوي.

## المَصادر
Review of Upper Limb Anatomy Part II A , Alexandria University Faculty of Medicine , Page.36